# Marquês de Ávila e Bolama
Marquês de Ávila e Bolama, título criado por decreto de 1870, de Luís I, a favor de António José Ávila, 1.º duque de Ávila.

## Titulares
- António José de Ávila (1806–1881), 1.º marquês e 1.º duque de Ávila;
- António José de Ávila (1842–1917), 2.º marquês de Ávila e Bolama.[2]